# 4つの嘘と愛
『4つの嘘と愛』（よっつのうそとあい、原題：The Four-Faced Liar）は、2010年に公開されたアメリカ合衆国の映画。監督はジェイコブ・チェース、脚本はマリア・ルイス・ライアン。
2010年7月10日、第19回東京国際レズビアン&ゲイ映画祭にてアジアで初上映された。さらに、2011年9月19日と10月21日に第6回関西クィア映画祭にて上映。大阪会場でのみ、韓国の短編映画『チュッパチャップス』（原題：너의 결혼식）と同時上映された。

## ストーリー
ニューヨークへ引越してきたモリーとグレッグは、バー「The Four Faced Lair」で、浮気性のトリップやレズビアンのブリジットと出会う。やがてモリーはブリジットに惹かれていく。

## キャスト
- モリー：エミリー・ペック
- ブリジット：マリア・ルイス・ライアン
- トリップ：トッド・キューブリック
- グレッグ：ダニエル・カーライル
- クロエ：リズ・オズボーン
- エイミー：リサ・ビアマン
- ジェナ：ナターシャ・デヴィッド